# 梁山州
梁山州，元朝时设置的州。
至元二十年（1283年）改梁山军置，治所在梁山县（今重庆市梁平县）。辖境相当今重庆市梁平县及万州区一小部分。明朝洪武七年（1374年）废。